# Distretto di Kita (Kagawa)
Kita (木田郡, Kita-gun?) è un distretto della prefettura di Kagawa, in Giappone.
Attualmente l'unico comune del distretto è Miki.